# Główny Ruski Komitet Wyborczy (1891)
Główny Ruski Komitet Wyborczy – ukraiński komitet polityczny, utworzony w 1891 we Lwowie przed wyborami parlamentarnymi przez narodowców ukraińskich.
O jego utworzeniu postanowiono jeszcze w grudniu 1890. Zaraz po rozwiązaniu Rady Państwa i patencie cesarskim z 23 stycznia 1891 o ustaleniu terminu wyborów na marzec, Wydział (zarząd) Narodnej Rady po zebraniu 26 stycznia przystąpił do tworzenia struktur organizacyjnych.
W zebraniu Wydziału uczestniczyli: Julian Romanczuk, Demian Sawczak (przedstawiciele posłów), Ołeksandr Barwinśkyj, Kost Łewyćkyj, Demian Hładyłowycz, Omelian Ohonowśkyj (delegaci Narodnej Rady), Łew Turkewycz i Iwan Czapelśkyj (przedstawiciele metropolity lwowskiego), Mychajło Karaczewśkyj (przedstawiciel biskupa stanisławowskiego) i Ołeksa Toronśkyj (przedstawiciel biskupa przemyskiego).
Komitet odbył pierwsze posiedzenie 27 stycznia 1891. W posiedzeniu, oprócz wymienionych wcześniej przedstawicieli Wydziału, wzięli udział: Antin Dolnyćkyj, Wasyl Ilnyćkyj, Anatol Wachnianin, ks. Ołeksandr Stefanowycz, Teofil Hruszkewycz i Iwan Bełej.
Komitet ten, w przeciwieństwie do Komitetu Wyborczego z 1889, złożony był tylko z ukraińskich działaczy narodowych. Moskalofile utworzyli osobny komitet wyborczy.
Komitetowi udało się wprowadzić do parlamentu 7 posłów.

## Literatura
- Dariusz Maciak - "Próba porozumienia polsko-ukraińskiego w Galicji w latach 1888-1895", Warszawa 2006, ISBN 978-83-235-0276-0